# Université de Mbujimayi
L’université de Mbuji-Mayi est une université communautaire, de la province du Kasaï oriental en république démocratique du Congo. Elle a été fondée le 6 décembre 1990, à l’initiative de la Fondation Cardinal Malula, de Mgr Joseph Nkongolo, de Jonas Mukamba et d’autres personnalités physiques et morales du Kasaï Oriental.

## Présentation
L'UM compte près de 1 500 étudiants. Sa langue d'enseignement est le français.
Cinq facultés y sont actuellement organisées : 
- Faculté de Droit
- Faculté des Lettres et Sciences Humaines
- Faculté des Sciences Appliquées
- Faculté des Sciences Économiques
- Faculté de Médecine.